# Traité de Lausanne (1912)
Pour les articles homonymes, voir Traité de Lausanne.

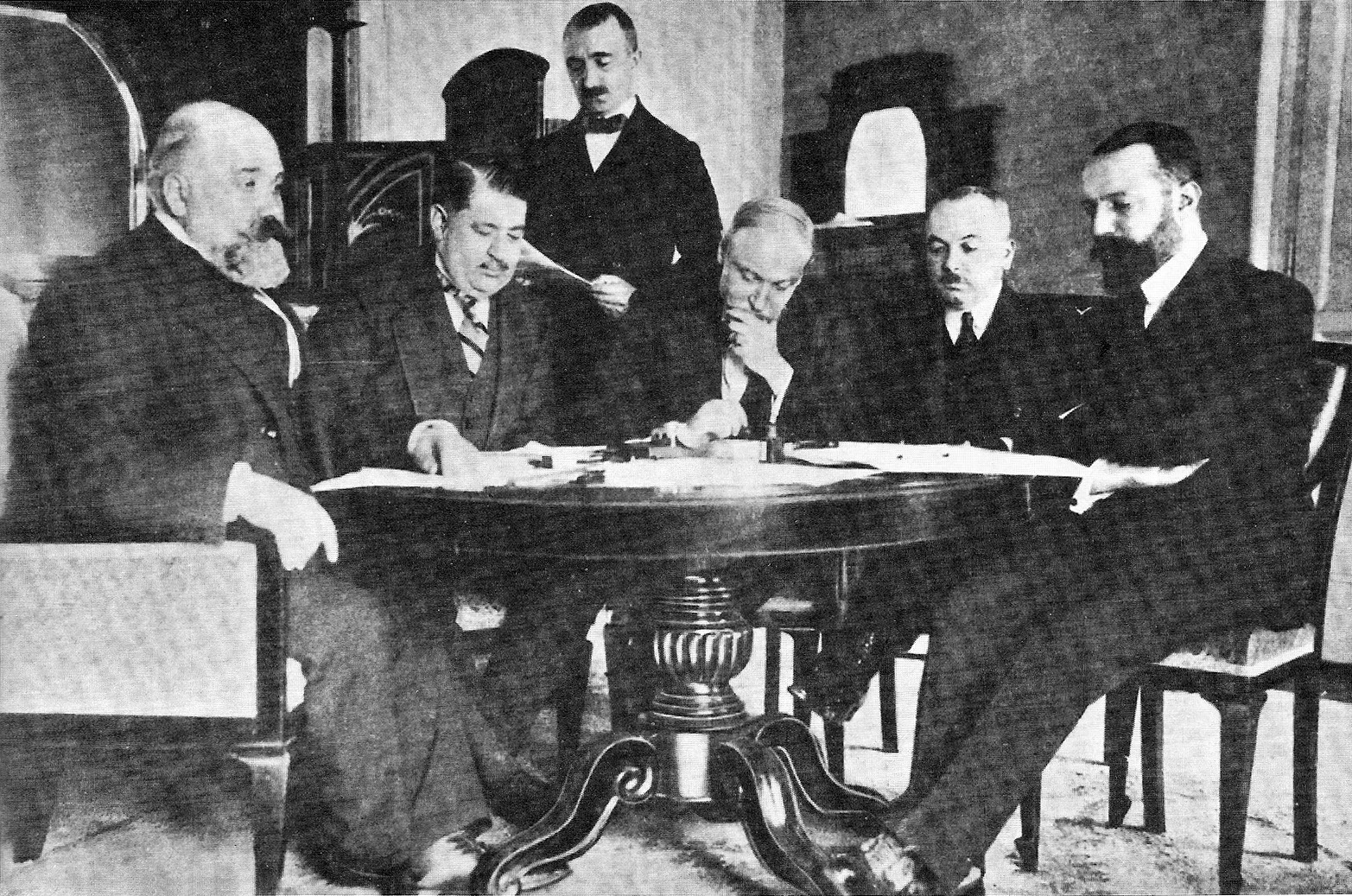
Représentants de l'Italie et de l'Empire ottoman à Lausanne.

Le traité de Lausanne, aussi appelé traité d'Ouchy en raison du nom du quartier résidentiel où il fut signé le 18 octobre 1912, est l'appellation donnée à l'accord de paix clôturant la guerre italo-turque. Il octroie au royaume d'Italie les anciens territoires ottomans de Tripolitaine, de Cyrénaïque, du Fezzan et du Dodécanèse. 
L'Empire ottoman récupère quelques îles du Dodécanèse, conquises par les Italiens,.
En fait, les opérations de guerre impliquant l'armée royale (Regio Esercito) ne cessent pas avec la signature du traité ; malgré le retrait des forces militaires turques des territoires libyens, les troupes d'occupation italiennes doivent continuer à affronter les forces partisanes libyennes qui continuent à lutter contre la domination étrangère.

## Contexte
En 1911, la région côtière correspondant à l'actuelle Libye était régie par l'Empire ottoman sous la forme du vilayet de Tripolitaine (en turc : Vilâyet-i Trâblus Gârp), c'est-à-dire une province dirigée par un pacha (gouverneur). La province adjacente de Cyrénaïque ou Barca était également considérée comme faisant partie du domaine de Tripoli car elle était de facto gouvernée par le pacha de la capitale tripolitaine.
Après d'intenses préparatifs diplomatiques avec les puissances européennes, le royaume d'Italie déclare la guerre le 29 septembre 1911, à la suite d'un ultimatum de 24 heures, à l'Empire ottoman pour la possession des deux provinces. Le 4 octobre, une escadre navale italienne débarque à Tobrouk ; entre le 11 et le 12 octobre, Tripoli est prise ; le 18 octobre, Benghazi. Le 5 novembre suivant, tout en contrôlant une petite bande côtière, l'Italie déclare unilatéralement l'annexion des deux provinces ottomanes. Cela a déclenché une rébellion des populations arabes locales.
Les combats se poursuivent tout au long de l'hiver et au début du printemps lorsque, fin avril 1912, ils s'étendent aux îles égéennes du Dodécanèse, qui sont conquises par l'Italie en quelques semaines.

## Contenu du traité
Le 12 juillet 1912, des pourparlers de paix entre une délégation italienne (composée des diplomates Giuseppe Volpi, Pietro Bertolini et Guido Fusinato) et le grand vizir Saïd Halim Pacha débutent à Lausanne – alors que la guerre est en cours. Les discussions se sont poursuivies à partir du 13 août à Caux, la délégation turque étant également composée des diplomates Roumbeyoglou Fahreddin et Mèhemmed Naby Bey. Les pourparlers ont ensuite été transférés à Ouchy le 3 septembre, sans progrès significatif. Enfin, en octobre, la situation se précipite avec la mobilisation de la Serbie, du Monténégro, de la Grèce et de la Bulgarie pour la libération des territoires des Balkans encore soumis à l'Empire ottoman. Face à cette menace, la Sublime Porte doit céder et accepter la paix.
Avec la signature du traité, les parties acceptent l'administration militaire et civile de l'Italie sur la Tripolitaine et la Cyrénaïque, tandis que la Turquie maintient sa souveraineté juridique et religieuse; le retrait de l'occupation militaire italienne des îles du Dodécanèse est également convenu (art. 2).
L'Italie s'engageait également à prendre des mesures pour l'abolition de l'institution des capitulations, dont bénéficiaient ses sujets résidant dans l'Empire ottoman (art. 6 et 8) et à verser à l'autre partie, à titre de dédommagement, une somme fixée ultérieurement à 2 millions de lires par an (art. 10).
Enfin, l'Empire ottoman révoque l'expulsion des citoyens italiens, effectuée au mois de juin précédent en représailles à l'occupation italienne du Dodécanèse, et accepte de les réintégrer dans la situation de travail qu'ils avaient quittée et de leur verser un traitement, y compris les contributions aux pensions de départ, pour les mois passés sans emploi (art. 9).
Le traité de Lausanne n'envisageait donc pas « la souveraineté pleine et entière du royaume d'Italie » sur la Tripolitaine et la Cyrénaïque, comme l'Italie l'avait unilatéralement déclaré par le décret royal n° 1247 du 5 novembre 1911, converti en loi les 23 et 24 février 1912, mais seulement l'administration civile et militaire d'un territoire faisant juridiquement partie de l'Empire ottoman.
Le traité a été pleinement et entièrement exécuté par la loi n° 1312 du 16 décembre 1912, qui en contient le texte intégral en français.
La restitution des îles de la mer Égée, que l'Italie conditionne au retrait total des troupes ottomanes de Libye, n'est pas mise en œuvre et l'occupation des îles se poursuit jusqu'à l'annexion officielle après la Première Guerre mondiale. Les îles ont ensuite été cédées à la Grèce après la Seconde Guerre mondiale.

## Actes postérieurs à l'annexion

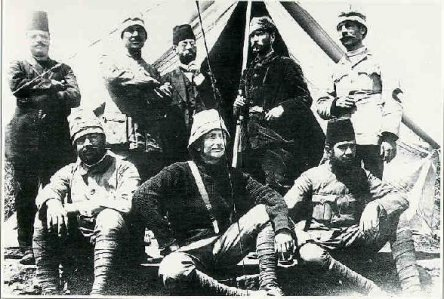
Mustafa Kemal Bey (au milieu derrière) et des soldats ottomans à Derna.

Contrairement aux dispositions du traité de Lausanne, le Royaume d'Italie n'a jamais révoqué le décret royal n° 1247 du 5 novembre 1911, par lequel il avait unilatéralement proclamé l'annexion des deux provinces ottomanes, ni retiré ses contingents des îles de la mer Égée. Cette dernière clause n'a pas été respectée en représailles par l'Italie au fait que les populations arabes n'ont pas cessé les actes d'hostilité contre leur propre administration, apparemment fomentés et soutenus par la Turquie.
Le 21 août 1915, avec la déclaration de guerre de l'Italie, l'état de guerre entre les deux pays reprend (Première Guerre mondiale), jusqu'à l'armistice de Moudros (30 octobre 1918).
Le 29 juillet 1919, le ministre italien des affaires étrangères, Tommaso Tittoni, et le ministre grec, Eleutherios Venizelos, signent un accord secret aux termes duquel l'Italie renonce aux îles du Dodécanèse, à l'exception de Rhodes, en faveur de la Grèce, en échange du soutien à un « mandat » italien sur l'Albanie ; l'accord est toutefois dénoncé par le ministre des affaires étrangères suivant, Carlo Sforza (juin 1920), et reste sans résultat.
À la fin de la Première Guerre mondiale, le traité de Sèvres (10 août 1920) a été conclu avec l'Empire ottoman, confirmant la possession par l'Italie de l'ensemble du Dodécanèse, y compris l'île de Kastellórizo.
Après l'établissement de la République turque, le traité de Sèvres est annulé et la pleine souveraineté italienne sur la Tripolitaine, la Cyrénaïque et le Dodécanèse n'est reconnue par la Turquie de Kemal Atatürk qu'avec la signature du deuxième traité de Lausanne, le 24 juillet 1923.
La guérilla des populations locales contre la domination italienne s'est poursuivie tout au long des années 1920 et n'a cessé qu'en 1931 avec l'exécution du chef sunniste Omar al-Mukhtar. En 1926, le « gouvernement des îles italiennes de la mer Égée » est créé et, en 1934, avec la création d'un gouvernorat unique, la partie de l'Afrique méditerranéenne soumise à l'Italie est appelée du nom utilisé par les anciens Romains : Libye.

## Source
- (it) Cet article est partiellement ou en totalité issu de l’article de Wikipédia en italien intitulé « Trattato di Losanna (1912) » (voir la liste des auteurs).